# Formoso (Goiás)
Formoso es un municipio brasileño del estado de Goiás. Se localiza a una latitud 13º39'13" sur y a una longitud 48º52'55" oeste, a una altitud de 569 metros. Su población estimada en 2024 era de 4.681 habitantes.